# Jézabel (Anouilh)
Pour les articles homonymes, voir Jézabel (homonymie).
Jézabel est une pièce en trois actes de Jean Anouilh composée en 1932 et créée en 1942 à Rio de Janeiro, jamais représentée en France.
Elle fait partie des Nouvelles pièces noires avec Antigone (1942), Roméo et Jeannette (1945) et Médée (1946).

## Résumé
L'amour de Marc et de Jacqueline est rendu impossible par la différence de statut social; le meurtre accueille le rêve d'une indépendance et l'aspiration de Marc au salut n'aboutira qu'à la fuite finale.